# Trois Jours de La Panne 2012
La 36e édition des Trois Jours de La Panne a eu lieu du 27 au 29 mars 2012. La course fait partie du calendrier UCI Europe Tour 2012 en catégorie 2.HC.

## Présentation

### Équipes
| ProTeams (10)- RadioShack-Nissan - Lotto-Belisol - Omega Pharma-Quick Step - GreenEDGE - Vacansoleil - DCM - Katusha Team - Lampre-ISD - Astana - FDJ-BigMat - Liquigas-Cannondale |
| |

## Étapes
| Étape     | Date    | Villes étapes           |  | Distance (km) | Vainqueur d’étape  | Leader du classement général |
| --------- | ------- | ----------------------- |  | ------------- | ------------------ | ---------------------------- |
| 1re étape | 27 mars | Middelkerke - Audenarde |  | 201,6         | Peter Sagan        | Peter Sagan                  |
| 2e étape  | 28 mars | Audenarde - Coxyde      |  | 216,1         | Marcel Kittel      | Alexander Kristoff           |
| 3ea étape | 29 mars | La Panne - La Panne     |  | 112,1         | Alexander Kristoff | Alexander Kristoff           |
| 3eb étape | 29 mars | La Panne - Coxyde       |  | 14,7          | Sylvain Chavanel   | Sylvain Chavanel             |

## Classements finals

### Classement général
| \| Classement général \| Classement général \| Classement général \| Classement général \| Classement général \| \| Coureur \| Coureur \| Pays \| Équipe \| Temps \| \| ------------------ \| ------------------ \| ------------------ \| ----------------------- \| ------------------ \| \| 1er \| Sylvain Chavanel \| France \| Omega Pharma-Quick Step \| \| |                  |        |                         |       |
| |                  |        |                         |       |
| Sources : ProCyclingStats Cycling Quotient |                  |        |                         |       |
| Classement général |                  |        |                         |       |
| Coureur | Coureur          | Pays   | Équipe                  | Temps |
| 1er | Sylvain Chavanel | France | Omega Pharma-Quick Step |       |

### Classements annexes

#### Classement par points
| Classement par points | Classement par points | Classement par points | Classement par points | Classement par points |
| Coureur               | Coureur               | Pays                  | Équipe                | Points                |
| --------------------- | --------------------- | --------------------- | --------------------- | --------------------- |
| 1er                   | Alexander Kristoff    | Norvège               | Katusha               |                       |

#### Classement par équipes
| Classement par équipes | Classement par équipes  | Classement par équipes | Classement par équipes |
| Équipe                 | Équipe                  | Pays                   | Temps                  |
| ---------------------- | ----------------------- | ---------------------- | ---------------------- |
| 1re                    | Omega Pharma-Quick Step | Belgique               |                        |

## Évolution des classements
| Étape | Vainqueur          | Classement général | Classement par points | Classement de la montagne | Classement des rushs | Classement par équipes  | Coureur le plus combatif |
| ----- | ------------------ | ------------------ | --------------------- | ------------------------- | -------------------- | ----------------------- | ------------------------ |
| 1     | Peter Sagan        | Peter Sagan        | Peter Sagan           | Tosh Van Der Sande        | Steven Van Vooren    | Liquigas-Cannondale     | Tosh Van Der Sande       |
| 2     | Marcel Kittel      | Alexander Kristoff | Alexander Kristoff    | Tosh Van Der Sande        | Andy Cappelle        | Team Europcar           | Andy Cappelle            |
| 3a    | Alexander Kristoff | Alexander Kristoff | Alexander Kristoff    | Tosh Van Der Sande        | Andy Cappelle        | Team Europcar           | Preben Van Hecke         |
| 3b    | Sylvain Chavanel   | Sylvain Chavanel   | Alexander Kristoff    | Tosh Van Der Sande        | Andy Cappelle        | Omega Pharma-Quick Step | “Non décerné”            |
| Final | Final              | Sylvain Chavanel   | Alexander Kristoff    | Tosh Van Der Sande        | Andy Cappelle        | Omega Pharma-Quick Step | Andy Cappelle            |